# Perunitsa Fossae
Le Perunitsa Fossae sono una struttura geologica della superficie di Venere.